# 陆军第九镇
陆军第九镇清朝末年军队现代化改革之后的新军编制之一，相当于现在的师的规模。第九镇驻江苏南京。第九镇是晚清首先实行征兵制的新军，征兵时很多有革命思想倾向的青年报名从军。革命党人赵声曾任担任第33标标统，吸收柏文蔚、倪映典、熊成基、林之夏、林述庆、陶骏保、冷遹等人加入革命党。
辛亥革命时，第九镇统制是徐绍桢，正参谋官史久光，在柏文蔚的劝说下，徐绍桢响应武汉首义，发动南京起义。

## 武昌起义发生时的编制
武昌起义时期，其统制是徐绍桢，辖：
- 步兵第17协
  - 第33标
  - 第34标
- 步兵第18协
  - 第35标（驻镇江）
  - 第36标（驻江阴）
    - 一营：管带林述庆
- 马队1标
- 炮兵1标
- 工程1营
- 辎重1营
- 宪兵3营：管带陶骏保

镇司令部、第17协司令部、第33、第34标以及马、炮、工、辎、宪兵各部队驻南京。第18协司令部、第35标驻镇江，第36标驻江阴。